# EHF-Pokal der Frauen 2013/14
Am EHF-Pokal 2013/14 nahmen 42 Handball-Vereinsmannschaften teil, die sich in der vorangegangenen Saison in ihren Heimatländern für den Wettbewerb qualifiziert haben. Es war die 39. Austragung des EHF-Pokals. Die Pokalspiele fanden zwischen dem 5. Oktober 2013 und dem 11. Mai 2014 (Rückrundenfinale) statt. Titelverteidiger des EHF-Pokals war der dänische Verein Team Tvis Holstebro. Sieger des EHF-Pokals in diesem Jahr wurde der russische Verein GK Lada Toljatti.

## Runde 2
Es nahmen 20 Mannschaften teil.
Die Auslosung der 2. Runde fand am 23. Juli 2013 statt.
Die Hinspiele finden am 5.–6. Oktober 2013 statt. Die Rückspiele finden am 12.–13. Oktober 2013 statt.

### Qualifizierte Teams
| Topf 1: - Levanger HK - HK Karpaty - Succes Schoonmaak / VOC Amsterdam - A.C. PAOK - HK Homel - DHW Antwerpen - Fram Reykjavík - HB Dudelange - KHF Kastrioti - Bnei Hertzeliya | Topf 2: - HŽRK Zrinjski Mostar - DHK Baník Most - IUVENTA Michalovce - ŽRK Samobor - CHK Etar-64 Veliko Tarnovo - Olympia HC-London - Žalgiris Kaunas - ADA Colégio João de Barros - A.C. Loux Patras - Fémina Visé |

### Ausgeloste Spiele und Ergebnisse
| Mannschaft 1                                        | Mannschaft 2                                                           | Hinspiel             | Rückspiel            | Gesamt  |
| --------------------------------------------------- | ---------------------------------------------------------------------- | -------------------- | -------------------- | ------- |
| HŽRK Zrinjski Mostar Ivana Mlakić 12                | Succes Schoonmaak / VOC Amsterdam Michelle Goos 22                     | 11.10.2013 19:30 Uhr | 13.10.2013 13:00 Uhr | 30 : 63 |
| HŽRK Zrinjski Mostar Ivana Mlakić 12                | Succes Schoonmaak / VOC Amsterdam Michelle Goos 22                     | 17 : 34 (10 : 18)    | 29 : 13 (16 : 8)     | 30 : 63 |
| HŽRK Zrinjski Mostar Ivana Mlakić 12                | Succes Schoonmaak / VOC Amsterdam Michelle Goos 22                     | 300 Zuschauer        | 400 Zuschauer        | 30 : 63 |
| DHW Antwerpen Sandra Ruginytė 9                     | ŽRK Samobor Martina Ćorković 19                                        | 12.10.2013 18:30 Uhr | 13.10.2013 17:30 Uhr | 38 : 66 |
| DHW Antwerpen Sandra Ruginytė 9                     | ŽRK Samobor Martina Ćorković 19                                        | 20 : 37 (10 : 18)    | 29 : 18 (19 : 9)     | 38 : 66 |
| DHW Antwerpen Sandra Ruginytė 9                     | ŽRK Samobor Martina Ćorković 19                                        | 700 Zuschauer        | 500 Zuschauer        | 38 : 66 |
| HK Homel Katsiaryna Dubautsova, Iryna Dronova je 11 | ADA Colégio João de Barros Dulce Pina 14                               | 05.10.2013 17:00 Uhr | 12.10.2013 17:00 Uhr | 50 : 43 |
| HK Homel Katsiaryna Dubautsova, Iryna Dronova je 11 | ADA Colégio João de Barros Dulce Pina 14                               | 24 : 20 (12 : 7)     | 23 : 26 (10 : 14)    | 50 : 43 |
| HK Homel Katsiaryna Dubautsova, Iryna Dronova je 11 | ADA Colégio João de Barros Dulce Pina 14                               | 850 Zuschauer        | 300 Zuschauer        | 50 : 43 |
| A.C. Loux Patras Maria Chatziparasidou 13           | HB Dudelange Barbara Hajduk, Nora Lemoussi je 11                       | 05.10.2013 20:00 Uhr | 06.10.2013 18:30 Uhr | 35 : 46 |
| A.C. Loux Patras Maria Chatziparasidou 13           | HB Dudelange Barbara Hajduk, Nora Lemoussi je 11                       | 16 : 24 (8 : 14)     | 22 : 19 (11 : 7)     | 35 : 46 |
| A.C. Loux Patras Maria Chatziparasidou 13           | HB Dudelange Barbara Hajduk, Nora Lemoussi je 11                       | 300 Zuschauer        | 200 Zuschauer        | 35 : 46 |
| Olympia HC-London Linda Bourkab 10                  | Fram Reykjavík Ásta Birna Gunnarsdóttir, Ragnheiður Júlíusdóttir je 10 | 05.10.2013 16:00 Uhr | 06.10.2013 16:00 Uhr | 27 : 58 |
| Olympia HC-London Linda Bourkab 10                  | Fram Reykjavík Ásta Birna Gunnarsdóttir, Ragnheiður Júlíusdóttir je 10 | 13 : 38 (4 : 23)     | 20 : 14 (10 : 6)     | 27 : 58 |
| Olympia HC-London Linda Bourkab 10                  | Fram Reykjavík Ásta Birna Gunnarsdóttir, Ragnheiður Júlíusdóttir je 10 | 102 Zuschauer        | 225 Zuschauer        | 27 : 58 |
| HK Karpaty Wiktorija Zybulenko 13                   | Žalgiris Kaunas Gabija Vidūnaitė 11                                    | 05.10.2013 18:30 Uhr | 13.10.2013 17:00 Uhr | 70 : 50 |
| HK Karpaty Wiktorija Zybulenko 13                   | Žalgiris Kaunas Gabija Vidūnaitė 11                                    | 28 : 23 (14 : 11)    | 27 : 42 (13 : 23)    | 70 : 50 |
| HK Karpaty Wiktorija Zybulenko 13                   | Žalgiris Kaunas Gabija Vidūnaitė 11                                    | 576 Zuschauer        | 150 Zuschauer        | 70 : 50 |
| DHK Baník Most Hana Martínková 16                   | Levanger HK Mari Molid 12                                              | 05.10.2013 16:00 Uhr | 12.10.2013 16:00 Uhr | 48 : 39 |
| DHK Baník Most Hana Martínková 16                   | Levanger HK Mari Molid 12                                              | 27 : 22 (14 : 11)    | 17 : 21 (10 : 11)    | 48 : 39 |
| DHK Baník Most Hana Martínková 16                   | Levanger HK Mari Molid 12                                              | 1.050 Zuschauer      | 310 Zuschauer        | 48 : 39 |
| Bnei Hertzeliya Shira Vakrat 17                     | IUVENTA Michalovce Tetjana Trehubowa 19                                | 12.10.2013 15:00 Uhr | 13.10.2013 15:00 Uhr | 45 : 81 |
| Bnei Hertzeliya Shira Vakrat 17                     | IUVENTA Michalovce Tetjana Trehubowa 19                                | 28 : 40 (14 : 23)    | 41 : 17 (17 : 12)    | 45 : 81 |
| Bnei Hertzeliya Shira Vakrat 17                     | IUVENTA Michalovce Tetjana Trehubowa 19                                | 800 Zuschauer        | 500 Zuschauer        | 45 : 81 |
| CHK Etar-64 Veliko Tarnovo Alexandrina Burneva 11   | A.C. PAOK Eleni Prokopidou 13                                          | 05.10.2013 18:00 Uhr | 13.10.2013 17:00 Uhr | 44 : 50 |
| CHK Etar-64 Veliko Tarnovo Alexandrina Burneva 11   | A.C. PAOK Eleni Prokopidou 13                                          | 24 : 22 (11 : 9)     | 28 : 20 (11 : 10)    | 44 : 50 |
| CHK Etar-64 Veliko Tarnovo Alexandrina Burneva 11   | A.C. PAOK Eleni Prokopidou 13                                          | 1.000 Zuschauer      | 400 Zuschauer        | 44 : 50 |
| KHF Kastrioti Belma Beba 24                         | Fémina Visé Judith Franssen 15                                         | 12.10.2013 17:00 Uhr | 13.10.2013 12:00 Uhr | 56 : 67 |
| KHF Kastrioti Belma Beba 24                         | Fémina Visé Judith Franssen 15                                         | 25 : 30 (14 : 14)    | 37 : 31 (15 : 15)    | 56 : 67 |
| KHF Kastrioti Belma Beba 24                         | Fémina Visé Judith Franssen 15                                         | 800 Zuschauer        | 700 Zuschauer        | 56 : 67 |

## Runde 3
Es nahmen die 10 Sieger der 2. Runde und 22 Mannschaften, die sich vorher für den Wettbewerb qualifiziert hatten, teil.
Die Auslosung der 3. Runde fand am 23. Juli 2013 in Wien statt.
Die Hinspiele fanden am 9.–10. November 2013 statt. Die Rückspiele fanden am 16.–17. November 2013 statt.

### Qualifizierte Teams
| Topf 1: - Team Esbjerg - Dinamo Wolgograd - U Jolidon Cluj - Elche C.F.-Mustang - TSV Bayer 04 Leverkusen - Ipress Center-Vác - København Håndbold - GK Lada Toljatti - HC Zalău - Rocasa Ace Gran Canaria - Frisch Auf Göppingen - Köfém Sport Club - GK Astrachanotschka - Helvetia BM Alcobendas - Çankaya Belediyesi ANKA Spor Kulübü - RK GEN-I Zagorje | Topf 2: - ŽRK Radnički Kragujevac - RK Žito Prilep - Firmus AZS Politechnika Koszalińska - Alavarium / Love Tiles - LC Brühl Handball - Skuru IK - Succes Schoonmaak / VOC Amsterdam (Sieger Runde 2) - ŽRK Samobor (Sieger Runde 2) - HK Homel (Sieger Runde 2) - HB Dudelange (Sieger Runde 2) - Fram Reykjavík (Sieger Runde 2) - HK Karpaty (Sieger Runde 2) - DHK Baník Most (Sieger Runde 2) - IUVENTA Michalovce (Sieger Runde 2) - A.C. PAOK (Sieger Runde 2) - Fémina Visé (Sieger Runde 2) |

### Ausgeloste Spiele und Ergebnisse
| Mannschaft 1                                                                  | Mannschaft 2                                           | Hinspiel             | Rückspiel            | Gesamt  |
| ----------------------------------------------------------------------------- | ------------------------------------------------------ | -------------------- | -------------------- | ------- |
| GK Lada Toljatti Jekaterina Iljina 14                                         | ŽRK Samobor Kristina Pasarić 10                        | 10.11.2013 16:00 Uhr | 16.11.2013 18:30 Uhr | 70 : 55 |
| GK Lada Toljatti Jekaterina Iljina 14                                         | ŽRK Samobor Kristina Pasarić 10                        | 33 : 26 (18 : 12)    | 29 : 37 (12 : 15)    | 70 : 55 |
| GK Lada Toljatti Jekaterina Iljina 14                                         | ŽRK Samobor Kristina Pasarić 10                        | 2.700 Zuschauer      | 700 Zuschauer        | 70 : 55 |
| Fram Reykjavík Ragnheiður Júlíusdóttir 18                                     | Köfém Sport Club Tamara Tilinger 11                    | 15.11.2013 18:00 Uhr | 16.11.2013 17:00 Uhr | 42 : 70 |
| Fram Reykjavík Ragnheiður Júlíusdóttir 18                                     | Köfém Sport Club Tamara Tilinger 11                    | 20 : 34 (10 : 18)    | 36 : 22 (14 : 11)    | 42 : 70 |
| Fram Reykjavík Ragnheiður Júlíusdóttir 18                                     | Köfém Sport Club Tamara Tilinger 11                    | 600 Zuschauer        | 600 Zuschauer        | 42 : 70 |
| HC Zalău Lorena Elena Pera 14                                                 | DHK Baník Most Hana Martínková 15                      | 09.11.2013 17:00 Uhr | 16.11.2013 20:10 Uhr | 53 : 54 |
| HC Zalău Lorena Elena Pera 14                                                 | DHK Baník Most Hana Martínková 15                      | 28 : 21 (17 : 9)     | 33 : 25 (17 : 7)     | 53 : 54 |
| HC Zalău Lorena Elena Pera 14                                                 | DHK Baník Most Hana Martínková 15                      | 800 Zuschauer        | 1.250 Zuschauer      | 53 : 54 |
| Rocasa Ace Gran Canaria María Luján Suárez 19                                 | HK Homel Viktoryia Shamanouskaya 11                    | 10.11.2013 13:00 Uhr | 16.11.2013 17:00 Uhr | 56 : 46 |
| Rocasa Ace Gran Canaria María Luján Suárez 19                                 | HK Homel Viktoryia Shamanouskaya 11                    | 30 : 20 (18 : 8)     | 26 : 26 (12 : 11)    | 56 : 46 |
| Rocasa Ace Gran Canaria María Luján Suárez 19                                 | HK Homel Viktoryia Shamanouskaya 11                    | 700 Zuschauer        | 800 Zuschauer        | 56 : 46 |
| U Jolidon Cluj Cristina Laslo 11                                              | A.C. PAOK Eleni Prokopidou 15                          | 09.11.2013 15:00 Uhr | 10.11.2013 12:00 Uhr | 71 : 53 |
| U Jolidon Cluj Cristina Laslo 11                                              | A.C. PAOK Eleni Prokopidou 15                          | 39 : 25 (21 : 11)    | 28 : 32 (11 : 18)    | 71 : 53 |
| U Jolidon Cluj Cristina Laslo 11                                              | A.C. PAOK Eleni Prokopidou 15                          | 1.500 Zuschauer      | 1.000 Zuschauer      | 71 : 53 |
| GK Astrachanotschka Marija Jovanović 18                                       | Firmus AZS Politechnika Koszalińska Monika Odrowska 12 | 10.11.2013 14:00 Uhr | 16.11.2013 17:00 Uhr | 61 : 47 |
| GK Astrachanotschka Marija Jovanović 18                                       | Firmus AZS Politechnika Koszalińska Monika Odrowska 12 | 36 : 27 (17 : 11)    | 20 : 25 (12 : 13)    | 61 : 47 |
| GK Astrachanotschka Marija Jovanović 18                                       | Firmus AZS Politechnika Koszalińska Monika Odrowska 12 | 2.500 Zuschauer      | 2.800 Zuschauer      | 61 : 47 |
| Fémina Visé Fien Boons, Annelies Penders je 9                                 | Çankaya Belediyesi ANKA Spor Kulübü Marta Krouská 13   | 09.11.2013 18:00 Uhr | 10.11.2013 18:00 Uhr | 46 : 51 |
| Fémina Visé Fien Boons, Annelies Penders je 9                                 | Çankaya Belediyesi ANKA Spor Kulübü Marta Krouská 13   | 24 : 22 (11 : 12)    | 29 : 22 (12 : 13)    | 46 : 51 |
| Fémina Visé Fien Boons, Annelies Penders je 9                                 | Çankaya Belediyesi ANKA Spor Kulübü Marta Krouská 13   | 200 Zuschauer        | 150 Zuschauer        | 46 : 51 |
| Elche C.F.-Mustang Esther Martínez Navarro 11                                 | HB Dudelange Barbara Hajduk 12                         | 15.11.2013 20:15 Uhr | 17.11.2013 12:00 Uhr | 74 : 48 |
| Elche C.F.-Mustang Esther Martínez Navarro 11                                 | HB Dudelange Barbara Hajduk 12                         | 40 : 22 (18 : 11)    | 26 : 34 (13 : 18)    | 74 : 48 |
| Elche C.F.-Mustang Esther Martínez Navarro 11                                 | HB Dudelange Barbara Hajduk 12                         | 300 Zuschauer        | 400 Zuschauer        | 74 : 48 |
| IUVENTA Michalovce Marianna Rebičová 14                                       | RK GEN-I Zagorje Pia Ugrin 16                          | 09.11.2013 17:30 Uhr | 17.11.2013 17:00 Uhr | 52 : 51 |
| IUVENTA Michalovce Marianna Rebičová 14                                       | RK GEN-I Zagorje Pia Ugrin 16                          | 31 : 24 (14 : 13)    | 27 : 21 (14 : 9)     | 52 : 51 |
| IUVENTA Michalovce Marianna Rebičová 14                                       | RK GEN-I Zagorje Pia Ugrin 16                          | 1.200 Zuschauer      | 800 Zuschauer        | 52 : 51 |
| Alavarium / Love Tiles Claudia Correia, Ana Melissa Santa Maria Marques je 10 | TSV Bayer 04 Leverkusen Kim Naidzinavicius 11          | 09.11.2013 18:30 Uhr | 10.11.2013 16:00 Uhr | 55 : 81 |
| Alavarium / Love Tiles Claudia Correia, Ana Melissa Santa Maria Marques je 10 | TSV Bayer 04 Leverkusen Kim Naidzinavicius 11          | 28 : 43 (16 : 22)    | 38 : 27 (16 : 14)    | 55 : 81 |
| Alavarium / Love Tiles Claudia Correia, Ana Melissa Santa Maria Marques je 10 | TSV Bayer 04 Leverkusen Kim Naidzinavicius 11          | 200 Zuschauer        | 350 Zuschauer        | 55 : 81 |
| Dinamo Wolgograd Polina Wedjochina 9                                          | LC Brühl Handball Leonie Plastina 7                    | 09.11.2013 17:00 Uhr | 10.11.2013 14:00 Uhr | 72 : 37 |
| Dinamo Wolgograd Polina Wedjochina 9                                          | LC Brühl Handball Leonie Plastina 7                    | 36 : 22 (18 : 9)     | 15 : 36 (6 : 16)     | 72 : 37 |
| Dinamo Wolgograd Polina Wedjochina 9                                          | LC Brühl Handball Leonie Plastina 7                    | 1.300 Zuschauer      | 900 Zuschauer        | 72 : 37 |
| RK Žito Prilep Tanja Shalevska 6                                              | Frisch Auf Göppingen Marlene Windisch 12               | 15.11.2013 19:00 Uhr | 16.11.2013 17:00 Uhr | 20 : 69 |
| RK Žito Prilep Tanja Shalevska 6                                              | Frisch Auf Göppingen Marlene Windisch 12               | 8 : 38 (5 : 19)      | 31 : 12 (15 : 5)     | 20 : 69 |
| RK Žito Prilep Tanja Shalevska 6                                              | Frisch Auf Göppingen Marlene Windisch 12               | 450 Zuschauer        | 250 Zuschauer        | 20 : 69 |
| HK Karpaty Wyktoryja Zybulenko 15                                             | København Håndbold Mie Augustesen 10                   | 09.11.2013 15:30 Uhr | 16.11.2013 14:00 Uhr | 44 : 56 |
| HK Karpaty Wyktoryja Zybulenko 15                                             | København Håndbold Mie Augustesen 10                   | 17 : 22 (9 : 10)     | 34 : 27 (14 : 10)    | 44 : 56 |
| HK Karpaty Wyktoryja Zybulenko 15                                             | København Håndbold Mie Augustesen 10                   | 600 Zuschauer        | 405 Zuschauer        | 44 : 56 |
| ŽRK Radnički Kragujevac Katarina Stepanović 15                                | Team Esbjerg Estavana Polman 16                        | 16.11.2013 18:00 Uhr | 17.11.2013 18:00 Uhr | 50 : 54 |
| ŽRK Radnički Kragujevac Katarina Stepanović 15                                | Team Esbjerg Estavana Polman 16                        | 24 : 28 (12 : 12)    | 26 : 26 (13 : 12)    | 50 : 54 |
| ŽRK Radnički Kragujevac Katarina Stepanović 15                                | Team Esbjerg Estavana Polman 16                        | 300 Zuschauer        | 400 Zuschauer        | 50 : 54 |
| Ipress Center-Vác Veronika Farkas 17                                          | Succes Schoonmaak / VOC Amsterdam Michelle Goos 19     | 09.11.2013 18:00 Uhr | 16.11.2013 20:00 Uhr | 49 : 43 |
| Ipress Center-Vác Veronika Farkas 17                                          | Succes Schoonmaak / VOC Amsterdam Michelle Goos 19     | 25 : 18 (16 : 7)     | 25 : 24 (9 : 16)     | 49 : 43 |
| Ipress Center-Vác Veronika Farkas 17                                          | Succes Schoonmaak / VOC Amsterdam Michelle Goos 19     | 500 Zuschauer        | 500 Zuschauer        | 49 : 43 |
| Skuru IK Emelie Westberg 13                                                   | Helvetia BM Alcobendas Teresa Francés Aguado 17        | 09.11.2013 13:00 Uhr | 10.11.2013 12:00 Uhr | 73 : 61 |
| Skuru IK Emelie Westberg 13                                                   | Helvetia BM Alcobendas Teresa Francés Aguado 17        | 34 : 28 (19 : 16)    | 33 : 39 (16 : 19)    | 73 : 61 |
| Skuru IK Emelie Westberg 13                                                   | Helvetia BM Alcobendas Teresa Francés Aguado 17        | 400 Zuschauer        | 300 Zuschauer        | 73 : 61 |

## Achtelfinale
Im Achtelfinale nahmen die Gewinner der 3. Runde teil.

Die Auslosung des Achtelfinales fand am 19. November 2013 in Wien statt.

Die Hinspiele fanden am 1.–2. Februar 2014 statt. Die Rückspiele fanden am 8.–9. Februar 2014 statt.

### Ausgeloste Spiele und Ergebnisse
| Mannschaft 1                                                                  | Mannschaft 2                                                      | Hinspiel             | Rückspiel            | Gesamt  |
| ----------------------------------------------------------------------------- | ----------------------------------------------------------------- | -------------------- | -------------------- | ------- |
| DHK Baník Most Hana Martínková 11                                             | Team Esbjerg Johanna Ahlm 10                                      | 02.02.2014 18:00 Uhr | 09.02.2014 14:00 Uhr | 47 : 56 |
| DHK Baník Most Hana Martínková 11                                             | Team Esbjerg Johanna Ahlm 10                                      | 21 : 28 (12 : 11)    | 28 : 26 (17 : 14)    | 47 : 56 |
| DHK Baník Most Hana Martínková 11                                             | Team Esbjerg Johanna Ahlm 10                                      | 1.250 Zuschauer      | 570 Zuschauer        | 47 : 56 |
| IUVENTA Michalovce Tetjana Trehubowa 16                                       | TSV Bayer 04 Leverkusen Kim Naidzinavicius 14                     | 08.02.2014 17:30 Uhr | 09.02.2014 17:30 Uhr | 51 : 51 |
| IUVENTA Michalovce Tetjana Trehubowa 16                                       | TSV Bayer 04 Leverkusen Kim Naidzinavicius 14                     | 33 : 27 (16 : 14)    | 24 : 18 (11 : 11)    | 51 : 51 |
| IUVENTA Michalovce Tetjana Trehubowa 16                                       | TSV Bayer 04 Leverkusen Kim Naidzinavicius 14                     | 1.600 Zuschauer      | 1.300 Zuschauer      | 51 : 51 |
| Çankaya Belediyesi ANKA Spor Kulübü Jaroslawa Burlatschenko, Şenay Özel je 10 | U Jolidon Cluj Laura Popa 14                                      | 02.02.2014 17:00 Uhr | 09.02.2014 18:00 Uhr | 45 : 66 |
| Çankaya Belediyesi ANKA Spor Kulübü Jaroslawa Burlatschenko, Şenay Özel je 10 | U Jolidon Cluj Laura Popa 14                                      | 22 : 34 (10 : 15)    | 32 : 23 (13 : 13)    | 45 : 66 |
| Çankaya Belediyesi ANKA Spor Kulübü Jaroslawa Burlatschenko, Şenay Özel je 10 | U Jolidon Cluj Laura Popa 14                                      | 400 Zuschauer        | 2.000 Zuschauer      | 45 : 66 |
| Frisch Auf Göppingen Nicole Dinkel 11                                         | København Håndbold Mie Augustesen 22                              | 02.02.2014 16:00 Uhr | 09.02.2014 14:00 Uhr | 44 : 56 |
| Frisch Auf Göppingen Nicole Dinkel 11                                         | København Håndbold Mie Augustesen 22                              | 22 : 25 (10 : 17)    | 31 : 22 (13 : 6)     | 44 : 56 |
| Frisch Auf Göppingen Nicole Dinkel 11                                         | København Håndbold Mie Augustesen 22                              | 1.050 Zuschauer      | 370 Zuschauer        | 44 : 56 |
| Dinamo Wolgograd Darja Dmitrijewa, Polina Wedjochina, Olga Akopjan je 8       | Skuru IK Kristin Nordström 8                                      | 08.02.2014 17:00 Uhr | 09.02.2014 14:00 Uhr | 52 : 43 |
| Dinamo Wolgograd Darja Dmitrijewa, Polina Wedjochina, Olga Akopjan je 8       | Skuru IK Kristin Nordström 8                                      | 29 : 22 (14 : 6)     | 21 : 23 (12 : 8)     | 52 : 43 |
| Dinamo Wolgograd Darja Dmitrijewa, Polina Wedjochina, Olga Akopjan je 8       | Skuru IK Kristin Nordström 8                                      | 1.000 Zuschauer      | 900 Zuschauer        | 52 : 43 |
| Fehérvár KC Tamara Tilinger 13                                                | Ipress Center-Vác Veronika Farkas 16                              | 01.02.2014 16:00 Uhr | 08.02.2014 16:00 Uhr | 46 : 44 |
| Fehérvár KC Tamara Tilinger 13                                                | Ipress Center-Vác Veronika Farkas 16                              | 22 : 19 (12 : 8)     | 25 : 24 (13 : 12)    | 46 : 44 |
| Fehérvár KC Tamara Tilinger 13                                                | Ipress Center-Vác Veronika Farkas 16                              | 800 Zuschauer        | 500 Zuschauer        | 46 : 44 |
| Rocasa Ace Gran Canaria Davinia López Hernández 14                            | GK Lada Toljatti Jekaterina Dawydenko und Weronika Garanina je 11 | 01.02.2014 16:00 Uhr | 02.02.2014 16:00 Uhr | 44 : 56 |
| Rocasa Ace Gran Canaria Davinia López Hernández 14                            | GK Lada Toljatti Jekaterina Dawydenko und Weronika Garanina je 11 | 28 : 30 (18 : 14)    | 26 : 16 (9 : 10)     | 44 : 56 |
| Rocasa Ace Gran Canaria Davinia López Hernández 14                            | GK Lada Toljatti Jekaterina Dawydenko und Weronika Garanina je 11 | 2.700 Zuschauer      | 2.700 Zuschauer      | 44 : 56 |
| GK Astrachanotschka Karina Sissenowa 9                                        | Elche C.F.-Mustang África Sempere Herrera 10                      | 01.02.2014 15:00 Uhr | 02.02.2014 15:00 Uhr | 73 : 44 |
| GK Astrachanotschka Karina Sissenowa 9                                        | Elche C.F.-Mustang África Sempere Herrera 10                      | 40 : 21 (20 : 8)     | 23 : 33 (13 : 17)    | 73 : 44 |
| GK Astrachanotschka Karina Sissenowa 9                                        | Elche C.F.-Mustang África Sempere Herrera 10                      | 2.700 Zuschauer      | 2.000 Zuschauer      | 73 : 44 |

## Viertelfinale
Im Viertelfinale nahmen die Gewinner des Achtelfinales teil.

Die Auslosung des Viertelfinales fand am 11. Februar 2014 in Wien statt.

Die Hinspiele fanden am 1.–2. März 2014 statt. Die Rückspiele finden am 8.–9. März 2014 statt.

### Ausgeloste Spiele und Ergebnisse
| Mannschaft 1                            | Mannschaft 2                              | Hinspiel             | Rückspiel            | Gesamt  |
| --------------------------------------- | ----------------------------------------- | -------------------- | -------------------- | ------- |
| Dinamo Wolgograd Anna Kotschetowa 21    | Team Esbjerg Johanna Ahlm 19              | 02.03.2014 16:00 Uhr | 09.03.2014 13:00 Uhr | 63 : 66 |
| Dinamo Wolgograd Anna Kotschetowa 21    | Team Esbjerg Johanna Ahlm 19              | 36 : 30 (17 : 16)    | 36 : 27 (20 : 13)    | 63 : 66 |
| Dinamo Wolgograd Anna Kotschetowa 21    | Team Esbjerg Johanna Ahlm 19              | 1.500 Zuschauer      | 500 Zuschauer        | 63 : 66 |
| U Jolidon Cluj Laura Popa 14            | Fehérvár KC Szabina Mayer 11              | 01.03.2014 16:30 Uhr | 09.03.2014 16:00 Uhr | 42 : 52 |
| U Jolidon Cluj Laura Popa 14            | Fehérvár KC Szabina Mayer 11              | 21 : 28 (10 : 14)    | 24 : 21 (17 : 12)    | 42 : 52 |
| U Jolidon Cluj Laura Popa 14            | Fehérvár KC Szabina Mayer 11              | 2.500 Zuschauer      | 1.200 Zuschauer      | 42 : 52 |
| GK Astrachanotschka Karyna Yezhykava 15 | TSV Bayer 04 Leverkusen Naiara Egozkue 12 | 01.03.2014 15:00 Uhr | 02.03.2014 15:00 Uhr | 58 : 53 |
| GK Astrachanotschka Karyna Yezhykava 15 | TSV Bayer 04 Leverkusen Naiara Egozkue 12 | 30 : 28 (20 : 15)    | 25 : 28 (15 : 17)    | 58 : 53 |
| GK Astrachanotschka Karyna Yezhykava 15 | TSV Bayer 04 Leverkusen Naiara Egozkue 12 | 4.000 Zuschauer      | 3.000 Zuschauer      | 58 : 53 |
| GK Lada Toljatti Weronika Garanina 9    | København Håndbold Marianne Bonde 12      | 01.03.2014 16:00 Uhr | 08.03.2014 14:00 Uhr | 60 : 46 |
| GK Lada Toljatti Weronika Garanina 9    | København Håndbold Marianne Bonde 12      | 27 : 19 (15 : 7)     | 27 : 33 (14 : 20)    | 60 : 46 |
| GK Lada Toljatti Weronika Garanina 9    | København Håndbold Marianne Bonde 12      | 2.700 Zuschauer      | 480 Zuschauer        | 60 : 46 |

## Halbfinale
Im Halbfinale nahmen die Gewinner des Viertelfinales teil.

Die Auslosung des Halbfinales fand am 11. Februar 2014 in Wien statt.

Die Hinspiele fanden am 5.–6. April 2014 statt. Die Rückspiele fanden am 12.–13. April 2014 statt.

### Ausgeloste Spiele und Ergebnisse
| Mannschaft 1                            | Mannschaft 2                             | Hinspiel             | Rückspiel            | Gesamt  |
| --------------------------------------- | ---------------------------------------- | -------------------- | -------------------- | ------- |
| Team Esbjerg Johanna Ahlm 13            | Fehérvár KC Tamara Tilinger 16           | 05.04.2014 13:00 Uhr | 12.04.2014 20:00 Uhr | 51 : 51 |
| Team Esbjerg Johanna Ahlm 13            | Fehérvár KC Tamara Tilinger 16           | 24 : 25 (13 : 14)    | 26 : 27 (13 : 14)    | 51 : 51 |
| Team Esbjerg Johanna Ahlm 13            | Fehérvár KC Tamara Tilinger 16           | 900 Zuschauer        | 900 Zuschauer        | 51 : 51 |
| GK Astrachanotschka Polina Kusnezowa 11 | GK Lada Toljatti Jekaterina Dawydenko 10 | 06.04.2014 15:00 Uhr | 13.04.2014 16:00 Uhr | 53 : 55 |
| GK Astrachanotschka Polina Kusnezowa 11 | GK Lada Toljatti Jekaterina Dawydenko 10 | 31 : 24 (16 : 11)    | 31 : 22 (16 : 12)    | 53 : 55 |
| GK Astrachanotschka Polina Kusnezowa 11 | GK Lada Toljatti Jekaterina Dawydenko 10 | 3.500 Zuschauer      | 2.700 Zuschauer      | 53 : 55 |

## Finale
Es nahmen die zwei Sieger aus dem Halbfinale teil. Das Hinspiel fand am 4. Mai 2014 statt. Das Rückspiel fand am 11. Mai 2014 statt.

### Qualifizierte Teams
| - Team Esbjerg - GK Lada Toljatti |

### Ausgeloste Spiele und Ergebnisse
| Mannschaft 1     | Mannschaft 2 | Hinspiel           | Rückspiel          | Gesamt  |
| ---------------- | ------------ | ------------------ | ------------------ | ------- |
| GK Lada Toljatti | Team Esbjerg | 04.05.14 16:00 Uhr | 11.05.14 16:40 Uhr | 68 : 57 |
| GK Lada Toljatti | Team Esbjerg | 36 : 25 (17 : 06)  | 32 : 32 (16 : 14)  | 68 : 57 |

### Hinspiel
HC Lada Toljatti - Team Esbjerg  36 : 25 (17 : 06)
4. Mai 2014 in Toljatti, Mehrzwecksporthalle Olimp, 2.500 Zuschauer.
GK Lada Toljatti: Parchomenko, Wachterowa – Iljina (8), Dawydenko  (6), Tschernoiwanenko  (5), Gorschkowa (4), Ichnewa (4), Garanina  (3), Gorschenina (2), Kakmolja  (2), Tschigirinowa  (1), Malaschenko (1), Chrapowa , Kudrjaschowa, Murawjowa , Schilinskaite 
Team Esbjerg: Sando, Grimsbø – Polman  (6), Forslund  (4), Grigel (4), Ahlm  (3), Jensen    (3), Madsen (3), Kviesgaard (2), Balle , Bech, Løjborg
Schiedsrichter:  Péter Horváth und Balázs Marton
Quelle: Spielbericht

### Rückspiel
Team Esbjerg - HC Lada Toljatti  32 : 32 (16 : 14)
11. Mai 2014 in Esbjerg, Blue Water Dokken, 700 Zuschauer.
Team Esbjerg: Sando, Grimsbø – Polman  (13), Jensen    (5), Ahlm   (4), Forslund (3), Grigel (3), Balle (2), Kviesgaard (1), Madsen   (1), Baunsgaard, Bech, Løjborg
GK Lada Toljatti: Parchomenko, Wachterowa – Tschernoiwanenko (5), Garanina    (5), Gorschenina (5), Ichnewa   (4), Iljina (4), Dawydenko  (3), Tschigirinowa (2), Schilinskaite (2), Gorschkowa   (1), Malaschenko  (1), Kakmolja, Chrapowa, Kudrjaschowa, Murawjowa
Schiedsrichter:   Robert Schulze und Tobias Tönnies
Quelle: Spielbericht

## Statistiken

### Torschützenliste
Die Torschützenliste zeigt die drei besten Torschützinnen in der EHF-Pokal der Frauen 2013/14.
Zu sehen sind die Nation der Spielerin, der Name, die Position, der Verein, die gespielten Spiele, die Tore und die Ø-Tore.
| Pl. | Nation      | Spieler           | Pos. | Verein                          | Sp. | Tore | Ø     |
| --- | ----------- | ----------------- | ---- | ------------------------------- | --- | ---- | ----- |
| 1.  | Ukraine     | Tetjana Trehubowa | (RA) | IUVENTA Michalovce              | 6   | 45   | 7,50  |
| 2.  | Tschechien  | Hana Martínková   | (RL) | DHK Baník Most                  | 6   | 42   | 7,00  |
| 3.  | Niederlande | Michelle Goos     | (LA) | Succes Schoonmaak/VOC Amsterdam | 4   | 41   | 10,25 |